# Evolve (videójáték)
Az Evolve egy aszimmetrikus first-person shooter, azaz belső nézetes lövöldözős videó-játék, melyet a Turtle Rock Studios fejlesztett és a 2K Games jelentett meg a Take-Two Interactive forgalmazásában. A játék 2015. február 10-én jelent meg világszerte PlayStation 4, Xbox One és Microsoft Windows platformokon. A játék kooperatív többjátékos, de lehetőség van offline botokkal is játszani.

## Történet
A játék egy alternatív jövőben játszódik, ahol az emberi faj már képes az űrutazásra és bolygókat kolonizál. Egy nyersanyagban és élővilágban gazdag planétán a Shear-en, a telepeseket egy ismeretlen életforma támadja meg. A gigászi szörnyek képében megjelenő fenyegetés hatalmas méreteket ölt, válaszul egy nyugdíjba vonult kolonizáló, egy bizonyos William Cabot háborús veteránokból, szökevényekből, pszichopatákból és specialistákból álló csapatot toboroz aminek a feladata, hogy eliminálják a szörnyet és a lehető legtöbb telepest mentsék meg. Ez a fő cselekménye a játéknak.

## Játékmenet
Az Evolve egy aszimmetrikus lövöldözős játék, ahol a játékosok irányította négyfős vadász csapat összecsap a szintén játékos irányította szörnnyel. A vadászok feladata, hogy végezzenek a szörnnyel, míg a szörnyé, hogy végezzen a vadászokkal vagy elpusztítsa a pálya központjában található generátort.
A játék megannyi lehetőséget kínál a változatosságra, több különböző pályatípus, változó éghajlati viszonyokkal és egyedülálló élővilággal rendelkezik. Hatalmas hegységek, grandiózus és futurisztikus épületek és mély dzsungelek biztosítják a tereptaktikát. Mind a vadászok, mind a szörnyek rendelkeznek egyedi képességekkel, amik között számos offenzív, defenzív és támogató lehetőség létezik. A szörnynek a pályán található gép által irányított élővilágból kell elpusztítani, kisebb szörnyeket amik megevésével fejlődni tud. Amennyiben elér egy bizonyos szintet továbbfejlődhet ezáltal erősítve a képességeit, életerejét és támadását(Innen a játék névadása is; Evolve magyarul annyit tesz mint fejlődni). A fejlődés nem csak erejében, de kinézetében is megváltoztatja a szörnyet, jóval nagyobb grandiózusabb és típusoktól függően brutálisabb is lesz.
A Vadászok csapatában minden esetben négy különálló kaszt szerepel, amelyek saját önálló feladattal rendelkeznek, amiket egyedi képességek segítenek elő. A kasztok között további három karakter választható, (ezek feloldásához különböző játékbeli teljesítménypontokat kell megoldanunk) amelyek képességekben bár eltérnek egymástól, nagyon hasonlóak.
A kasztok az alábbiak;
- Assault mint tüzér, elsődleges feladata a szörnyön minél nagyobb sebzést okozni.
- Trapper mint befogó, elsődleges feladata a szörny felkutatása, másodlagos feladata a szörny megakadályozása a menekülésben.
- Support mint támogató, megosztott feladata a csapat energiapajzsának fenntartása és rejtőzése, illetve légicsapás kérése a szörnyre.
- Medic mint szanitéc, elsődleges feladata a csapat életben tartása, másodlagos feladata a szörny pajzsának átütése. A szörnyek között is több választható lehetőség van, Goliath, Kraken, Wraith és a Behemoth.

## Játékmódok
Hunt – Vadászat
Ebben a játékmódban a vadászoknak meg kell ölniük a szörnyet. A szörny nyer ha megöli a vadászokat, vagy elérve a harmadik fejlettségi szintet elpusztítja a generátort.
Nest – Fészek
A pályán hat szörnytojást kell elpusztítani a vadászoknak 18 perc leforgása alatt. Ezalatt az idő alatt a szörny megölheti a vadászokat, vagy megvédve a tojásokat győzhet. A szörnynek lehetősége van arra, hogy kikeltsen egy tojást amelyből egy kisebb ám így is veszélyes szörny segítője lesz.
Rescue – Kimenekítés
A pályán telepesek vannak szétszórva, a vadászok feladata, hogy megmentsék őket, fedezzék a kijutásukat, a szörnyé az, hogy ezt megakadályozza, és megölje őket. Aki megment, vagy éppen megöl öt telepest, az nyer.
Defend – Védelmezés
Az űrhajó üzemanyagöltés alatt áll. Az töltéséig a szörnynek a győzelemhez el kell pusztítania két generátort, ami az üzemanyagtankot védelmezi, majd az üzemanyagtankot is. Erre kisebb szörnyek vannak a segítségére. A vadászoknak meg kell akadályozni ezt. Amennyiben a vadászok megölik a szörnyet nyernek.
Az Evolve két játékmódban működik, az egyik a gyors játék, amiben csak a Hunt – Vadászat játékmódot játsszuk. A második az Evacuation – Evakuáció ahol öt egymást követő pályán kell győzelmet aratnunk. Az evakuáció módban az összes mód megtalálható azzal a kitétellel, hogy az utolsó ötödik küldetés minden esetben a Defend lesz. Amennyiben az egyik pályán bármelyik fél győzedelmeskedik, úgy a következőn ő bónuszokkal indul. A szörny esetében mérgező gázok lepik el a bolygót amik veszélyt jelentenek a vadászokra, ám azok győzelme esetén lőtornyok épülhetnek. A játékot optimális esetben öten játsszák, négy vadász és egy szörny, ám ezeket felválthatják számítógép vezérelte robotok is. Ezeknek a botoknak az a szerepe, hogy offline is élvezhessük a játékot, vagy ha valaki lekapcsolódik, akkor a helyét átvegye az.

## Főszereplők

### Vadászok

#### Assault
Az Assault kaszt nagy tűzerővel bíró osztály, az ő feladatuk a szörny lesebzése. Kasztképességük a személyes pajzs, ami rövid ideig sebezhetetlenné teszi őket.
- Markov egy háborús veterán, akinek az álma a hősi halál a csatatéren. Ő leginkább középtávolsági lőfegyverekkel harcol és taposóaknákat helyez el a védelem érdekében.
- Hyde egy szadista pszichopata aki csak a szörnygyilkolás miatt csatlakozott a vadászokhoz. Ő lángszóróval támad a közeli ellenfelekre és minigunnal a távoliakra. Mérgező gránátokat hajít a területi sebzéshez.
- Parnell volt az első a vadászok között. Ő egy sikertelen katonai kísérlet része, ahol berzerker katonákat akartak létrehozni. Most William Cabot-nak dolgozik mint a csapat taktikai szakértője. Közelre Shotgunt használ, távolra pedig rakétalöveget. Az ő speciális képessége egy időleges tulajdonságmódosító, amely növeli a sebzését, gyorsaságát és erejét.

#### Trapper
A Trapper jeleskedik a szörny felkutatására alkalmas képességekkel, képes csapdákkal egy bizonyos helyen tartva szörnyet meggátolni a menekülését. Kasztképességük a Mobil Aréna, ami egy pár száz yardos területet lezár, ebből a szörny nem tud kimenekülni.
- Maggie egy a Shear bolygóról származó, idomított szörny, Daisy segítségével követi a szörnyet. Szigonyvető puskájával a földhöz láncolja a prédát, gépkarabélyával csak kis sérülést képes okozni neki.
- Griffin egy veterán vadász, aki tiszteli a prédáját. A vadászat élményét keresi és rengeteg trófeával rendelkezik. Nagyra tartja Shear élővilágát és csodálattal tekint a szörnyekre. Ő egy Sound Spikes nevű műszerrel képes monitorozni a vadat, szigonyvető puskája azonos Maggiejével, Gauss SMG fegyvere pedig mérsékelt sérülést képes okozni.
- Abe egy cowboy és fejvadász. Tracking Dart Pistol-a segítségével képes megjelölni a szörnyet, vagy annak ételét, így követi azt. A Stasis Gránátjával leláncol és a Shotgunjával mérsékelt sebzést okoz.

#### Support
A Support karakterek sokoldalúan képesek támogatni a csapatot, látótávolságon belül pajzzsal védi őket. Kasztképességük a Cloaking Device amivel a közeli csapattagok rövid ideig láthatatlanok lesznek.
- Hank egy egyszerű fickó. Képes védelmezni a csapattársait a pajzsgenerátorával, illetve légi csapást tud mérni a prédára. Kézi-ágyújával mérsékelt sebzést okoz.
- Bucket egy intelligens robot. Lecsatlakoztatható UAV modulja képes detektálni a szörnyet ami mérsékelt sebzést is okozhat. Sentry Guns-a szintén mérsékelt sebzést, ám rakétalövege már nagyobbat okoz az ellenfélnek.
- Cabot a vadászok vezetője. Felszerelései segítségével rövid ideig látható a szörny akkor is ha takarásban van, Railgunja pedig átüti a tereptárgyakat is, nagyot sebezve az ellenfélen.

#### Medic
A Medic képesek életben tartani a csapatot. Kasztképességük a Healing Burst, ami a közelben lévő csapattagokat gyógyítja.
- Val egyszerre gyógyító és mesterlövész. Healgunja direkt gyógyítja a csapat tagjait, puskáival áttöri a szörny páncélját, ezáltal gyenge pontokat hagyva a csapat többi tagjának.
- Lazarus az egyetlen szanitéc aki hagyhatja elesni a csapattársait, ugyanis az ő speciális eszközével azonnal talpra tudja állítani őket. Sebzésre mesterlövész puskát használ.
- Caira gránátvetőjével kétféle lövedéket képes ontani; az egyik komoly sérülést okoz az ellenfélen, a másik pedig gyógyítja a csapattársakat. Emellett képes rövid ideig megnövelni a mozgási sebességét a közeli csapattársaknak.

### Szörnyek

#### Goliath
Goliath egy hatalmas közelharci lény, főleg a testi ereje a meghatározó.
- Rock Throw: Egy szikladarabot hajít el, komoly területi sebzést okozva.
- Leap Smash: Egy kijelölt területre ugrik, komoly sebzést okozva az ott tartózkodóknak.
- Fire Breath: A szájából tűzcsóvát okád, feléget mindent ami az útjába kerül.
- Charge: Előretörés, mindent elsodor ami az útjába kerül.

#### Kraken
A Kraken egy távolsági harcra képes lény aki főleg elektromos támadásokat használ.
- Lightning Strike: egy nagy robbanást idéz, a kijelölt területen.
- Banshee Mines: kis területi sebzést biztosít.
- Vortex: egy energiamezőt lövell ki, ami minden útjába kerülőt sebez és hátralök.
- Aftershock: egy energiamezőt idéz maga körül, ami egyszerre védi őt és sebez a közelben.

#### Wraith
A Wratih egy lopakodó szörny, aki a megtévesztésre és a precíz taktikára alapoz.
- Abduction: Előrerohan, elkap egy vadászt, majd visszatér a kiindulási pontra.
- Warp Blast: Odateleportál egy kiválasztott helyszínre, majd érkezésekor egy hatalmas robbanást idéz meg.
- Decoy: Egy klón álcát csinál, majd láthatatlanná válva elmenekül a helyszínről.
- Supernova: Robbanást idéz maga körül és ideiglenesen megnöveli a sebzését.

#### Behemoth
A Behemoth a legnagyobb szörny a játékban, hatalmas gólem szerű teremtmény. Ő az egyedüli aki nem képes ugrani, csak falat mászni, viszont képes gömb alakba formálni magát és úgy gurulni, amely magával sodor mindent ami az útjába kerül. Érdekesség, hogy a Turtle Rock Studios a fejlesztés során ennek a szörnynek a nevét a rajongótáborral szavaztatta meg.
- Lava Bombs: Bombákat lő ki amik nemcsak sebeznek, de szét is törnek és a maradványaik égető sebzést okoznak.
- Rock Wall: Létrehoz egy félkör alakú kőszerkezetet ami magába zárja a vadászt.
- Tongue Grab: Hosszú nyelvével magához húz egy távoli célpontot.
- Fissure: Egy megsemmisítő hullám ami megéget mindent ami az útjába kerül.

## Megjelenés
Az Evolve az első tervek szerint 2014. október 14-én jelent volna meg, ám a fejlesztőcsapat egy későbbi időpontra tűzte ki a megjelenést. Végül 2015. február 10-én jelent meg világszerte. A késleltetett megjelenés ellenére, 2014. november elsejétől Big Alpha címen rengeteg Windows- és Xbox One-felhasználó tesztelhette azt. A zárt béta 2015. január 16-án kezdődött szintén Windows és Xbox One-játékosoknak. A PlayStation 4-játékosok 2015. január 17-én csatlakozhattak a bétába.